# Convento de San Agustín (Málaga)
El antiguo Convento de San Agustín es un edificio situado en el Centro Histórico de la ciudad de Málaga, España. Se localiza en la calle San Agustín junto al Palacio de Buenavista, sede del Museo Picasso Málaga.

## Historia
El edificio data del siglo XVI, los terrenos en la entonces llamada calle de los Caballeros (hoy calle San Agustín) fueron comprados por los frailes agustinos en 1575. En 1810, el convento presentaba un estado de deterioro debido a la invasión francesa y no se retomó la vida monástica hasta 1812.
En 1843, tras la desamortización de Mendizábal, el edificio pasó a manos del Estado. Según se recoge en el libro Málaga conventual, de Francisco Rodríguez Marín, la Junta de Gobernación que se constituyó en Málaga tras el pronunciamiento de 1843 cedió el inmueble al Ayuntamiento de Málaga, que estableció su sede en este edificio hasta 1860, cuando fue desalojado y convertido en hospital de sangre debido a la guerra de África entre 1863 y 1865.
Durante tres años, el Obispado de Málaga se hizo cargo del edificio y estableció un seminario sacerdotal mientras se desarrollaron reformas en él. La Junta Revolucionaria de 1868 restableció la propiedad al Ayuntamiento, pero más tarde la Iglesia obtuvo de nuevo su derecho a usar el edificio en los tribunales, pero una nueva orden de la Junta se la devolvió al Consistorio. En este momento se realizaron obras para acoger los juzgados de la ciudad. Durante un tiempo, el convento llegó a compartir su uso religioso con salones judiciales, una guardería municipal, estancias para la Alcaldía y un salón de sesiones plenarias.
Cuando el Ayuntamiento devuelve el edificio al Obispado en 1918, los agustinos crean una escuela. En 1931, es incendiado en el trascurso de los episodios de quema de lugares religiosos durante la Segunda República Española. 
Durante la Guerra Civil Española cuatro de los ocho agustinos de Málaga fueron asesinados víctimas de la persecución religiosa. Se trató de Fray Diego Hompanera París, Manuel Formigo Giráldez, Fray Luis Gutiérrez Calvo y Fortunato Merino Vegas, cuatro de los 498 mártires españoles que fueron beatificados el 28 de octubre de 2007 por el papa Benedicto XVI.
Tras la guerra civil, la docencia por parte de los agustinos continúa hasta 1972, año en que se trasladan el colegio a las afueras de la ciudad, donde se encuentra su actual colegio (Los Olivos). En el seno del colegio, en abril de 1945, un grupo de jóvenes alumnos fundó la Cofradía de los Estudiantes, que permaneció en la Iglesia de San Agustín hasta febrero de 1947.
La Diputación Provincial de Málaga adquirió el inmueble en 1974 y lo cedió a la Universidad de Málaga como sede de la Facultad de Filosofía y Letras (hoy en el Campus de Teatinos) y, más adelante, como edificio de los Cursos para Extranjeros hasta 1995 (que después se trasladó a la Avenida de Andalucía y hoy se encuentra en El Palo).

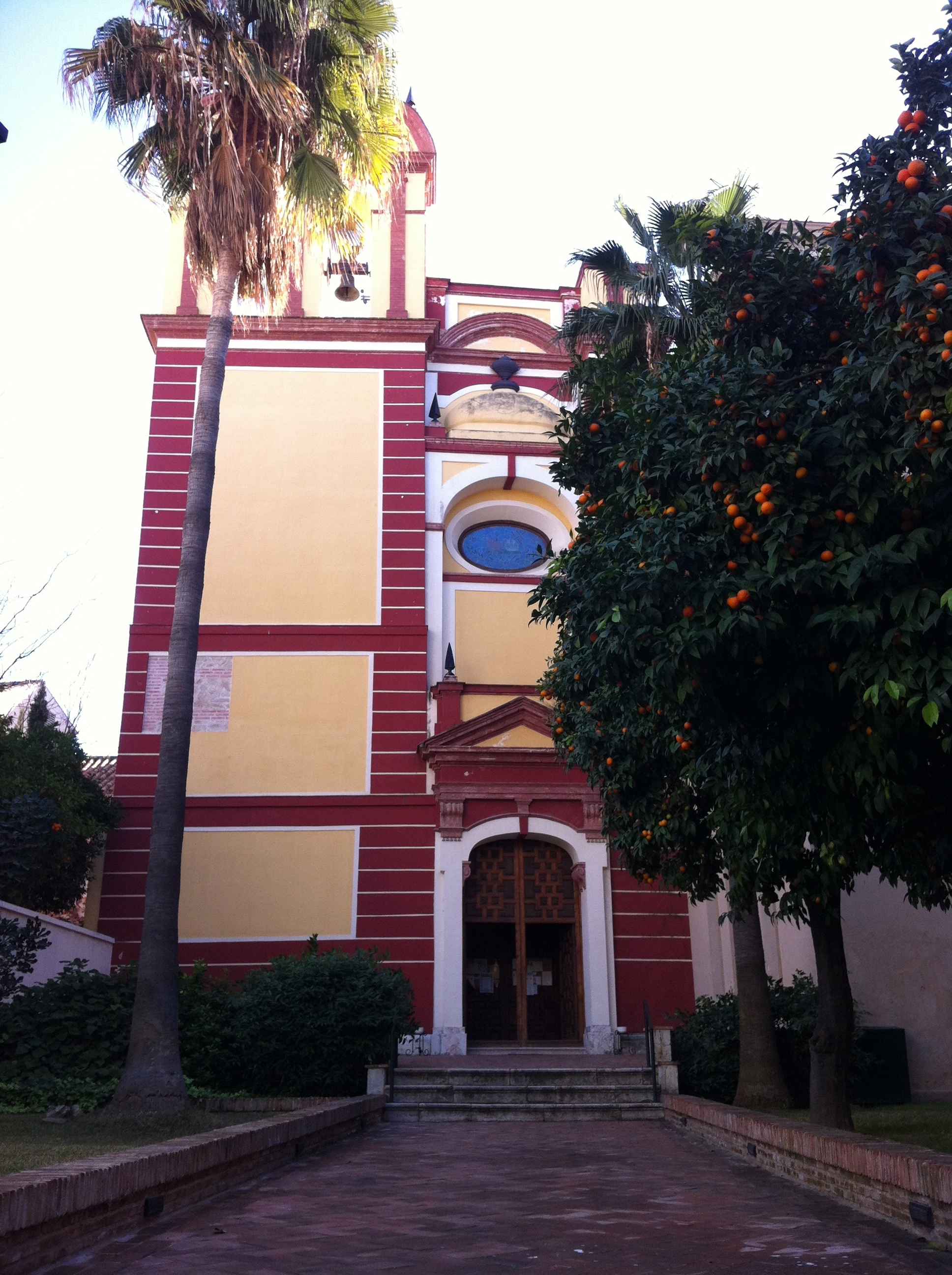
Iglesia del convento de San Agustín

A partir de ese momento, sólo abrió para determinados eventos culturales y fue adquirido por la Junta de Andalucía que en 2004 lo permutó al estado a cambio de un inmueble en Sevilla. Ha sido utilizado por la Hermandad de la Salud como lugar de salida procesional durante la Semana Santa de Málaga y como depósito provisional de las excavaciones arqueológicas del Centro Histórico.

### Futura biblioteca provincial
El plan del Ministerio de Cultura para este edificio consiste en rehabilitarlo y ampliarlo para convertirlo en la nueva sede de la Biblioteca Provincial de Málaga, cuyos fondos proceden de la desaparecida Casa de la Cultura de la calle Alcazabilla y que desde 1995 tiene sede provisional en un edificio de la Avenida de Europa en el barrio de Regio. Las primeras catas arqueológicas se realizaron en verano de 2017 y pusieron de manifiesto restos cristianos y musulmanes en el subsuelo que evidenciaban que se necesitarían varias catas más, terminando durante el segundo trimestre de 2018. Las obras de restauración como tal se retrasarían hasta 2019 y la inauguración final a 2021.
Finalmente, las obras dan comienzo en 2022; está previsto que los trabajos finalicen en 2025, pero la dotación del mobiliario y el traslado de los fondos pueden retrasarse hasta 2026.

## Iglesia
Actualmente, la iglesia conventual de San Agustín de Málaga (unida al antiguo convento y colegio), es una iglesia con culto público, no es parroquia y es propiedad de la Comunidad de Padres Agustinos, quienes regentan el colegio Los Olivos, a las afueras de la ciudad. En una de las capillas laterales recibe culto la venerada imagen de Santa Rita de Casia, santa agustina italiana del siglo XV, invocada como patrona del matrimonio y de la familia, y abogada de los casos imposibles. El triduo (del 19 al 21 de mayo) y fiesta (22 de mayo), así como cada 22 de mes, es una manifestación de la veneración de los malagueños a esta santa agustina. En su fiesta se bendicen y distribuyen miles de rosas, tradición propia de la Orden de San Agustín.
Así mismo, es lugar de culto de la Pollinica, Real Cofradía de Nuestro Padre Jesús a su Entrada en Jerusalén y María Santísima del Amparo, cuyos titulares altarizan en otra de sus capillas. El Ilustre Colegio de Procuradores de Málaga también tributa culto a su patrona, Nuestra Señora de las Angustias, en esta iglesia del centro histórico malagueño.
En los enterramientos de la iglesia están sepultados varios personajes importantes de la vida de la ciudad de los siglos XVII, XVIII y XIX, entre ellos el pintor Miguel Manrique.